# Ernst-August Schepmann
Ernst-August Schepmann (* 21. Juni 1931 in Hattingen, Nordrhein-Westfalen) ist ein deutscher Schauspieler, Synchronsprecher, Hörspiel- und Hörbuchsprecher.

## Leben
Ernst-August Schepmann kam in Hattingen als Sohn der alteingesessenen Kaufmannsfamilie August Schepmann, Kleine-Weilstr. 2, zur Welt. Nach dem Abitur 1951 in seiner Heimatstadt am Gymnasium Waldstraße studierte er von 1951 bis 1953 an der Hochschule für Musik und Theater Hamburg. Er hatte danach Engagements am Theater im Zimmer und am Deutschen Schauspielhaus in Hamburg.
Von 1953 bis 1960 war er beim Hessischen Staatstheater Wiesbaden engagiert. Von 1960 bis 1963 und erneut von 1985 bis 1990 agierte er am Schauspiel Frankfurt. Von 1963 bis 1969 und wieder von 1979 bis 1985 spielte Schepmann am Staatsschauspiel Stuttgart sowie von 1969 bis 1979 am Staatstheater Hannover. 1990 wechselte er zum Schauspiel Köln. Schepmann, der mit vielen bedeutenden Regisseuren arbeitete, zeigte sich in zahlreichen Rollen als dominanter, intellektueller Darsteller „mit fast skurriler Grandezza“ (Werner Schulze-Reimpell).
Neben seinen Bühnenengagements arbeitet Schepmann für Film und Fernsehen, wo er unter anderem in dem sechsteiligen Fernsehkrimi Steckbriefe mitwirkte. 1987 spielte er in der sechsteiligen Mysteryserie Die Insel die durchgehende Rolle des Professor König.
Außer seiner Tätigkeit als Schauspieler wirkte er in vielen Rundfunk-Hörspielen und Lesungen mit. In der Hörbuchsparte ist er sowohl mit Lesungen für Kinder vertreten, beispielsweise Der kleine Brüllbär feiert Weihnachten von Ingrid Uebe, als auch mit Hörbüchern für Erwachsene, wie Dürrenmatts Klassiker „Die Panne“. Sein Sohn Philipp arbeitet ebenfalls als Schauspieler und Synchronsprecher.

## Filmografie
- 1955: Der Hund von Baskerville
- 1967: Ludwig-Thoma-Komödie „Moral“
- 1967: Fernfahrer, Folge 10 Durchfahrt verboten
- 1972: Hamburg Transit – Rückflug in den Tod (Fernsehserie)
- 1982: Steckbriefe, 6-teiliger Fernsehkrimi
- 1987: Die Insel (Fernsehserie, 6 Folgen)
- 1993: Shiva und die Galgenblume. Der letzte Film des dritten Reiches (unvollendeter Film von 1945)

## Hörspiele (Auswahl)
- 1967: „Die Söhne der großen Bärin“
- 1972: „Die Geister, die er rief“
- 1980: „Der Frauenarzt von Bischofsbrück“,
- 1987: „Disneys Gummi-Bären im Einsatz“,
- 1987: Adolf Schröder: Katzengeschrei – Regie: Ernst Jacobi (Kriminalhörspiel HR/SWF)
- 1999: Ken Follett: Die Säulen der Erde – Regie: Leonhard Koppelmann (Hörspiel (9 Teile) – WDR)
- 2001: Pat O’Shea: Die Meute der Mórrigan – Regie: Annette Kurth (Kinderhörspiel (2 Teile) – WDR)
- 2002: Umberto Eco: Baudolino – Regie: Leonhard Koppelmann
- 2003: Albrecht Behmel: Ist das Ihr Fahrrad, Mr. O'Brien? – Eine Hörspielcollage aus der Welt der Wissenschaft und des Suffs – Regie: Nikolai von Koslowski (Hörspiel – SR)
- 2003: Fred Vargas: es geht noch ein Zug von der Gare du Nord- Regie: Annette Kurth (SWR)
- 2004: Bodo Traber: Das Kreuz auf dem Erlenberg – Regie: Thomas Leutzbach (Hörspiel – WDR)
- 2005: Robert Schneider: Kristus. Das unerhörte Leben des Jan Beukels – Regie: Jörg Schlüter (Hörspiel (4 Teile) – WDR)
- 2005: Karlheinz Koinegg: Ritter Artus und die Ritter der Tafelrunde (Parusias) – Regie: Angeli Backhausen (Kinderhörspiel (6 Teile) – WDR)
- 2006: Rafik Schami: Die dunkle Seite der Liebe – Regie: Claudia Johanna Leist (Hörspiel (4 Teile) – WDR)
- 2007: Klaus Fehling: Nicht mein Bein – Regie: Jörg Schlüter (Hörspiel – WDR)
- 2013: Karlheinz Koinegg: Robin, der Reimer – Regie: Angeli Backhausen (Hörspiel – WDR)
- 2013: Dunja Arnaszus: Wir fallen nicht (Maxwell) – Regie: Dunja Arnaszus (Hörspiel – DLF)
- 2013: Judith Ruyters: Die Räuberschule – Regie: Thomas Werner (Kinderhörspiel (3 Teile) – WDR)
- seit 2011: „Noob und Nerd“ als Herr Braunschweig täglich auf 1LIVE
- 2018: Der dunkle Wald. Trisolaris-Trilogie nach Liu Cixin – Regie: Martin Zylka (Hörspiel-Serie – WDR)[1]

## Hörbuch
- 1981: Nikolai Wassiljewitsch Gogol: Der Mantel (Hörcassette), Sprecher: Ernst-August Schepmann
- 1987: Ephraim Kishon: Paradies zu vermieten (Hörcassette), Sprecher: Ernst-August Schepmann
- 1997: Joan Aiken: Das letzte Stück vom Regenbogen, Sprecher: Ernst-August Schepmann
- 2004: Die Große HörBibel, Lutherbibel, (80 CDs), gelesen von über 70 Sprechern mit verteilten Rollen.
- 2005: Joseph Ratzinger (Benedikt XVI.): Salz der Erde. Sprecher: Ernst-August Schepmann, Philipp Schepmann.
- 2006: 15 ausgewählte Werke der Weltliteratur (30 CDs):
- 2007: Weltumsegler: Auf den Spuren Magellans
- 2008: Komm, freu dich mit mir: Die Bibel für Kinder erzählt
- 2009: Gilbert Keith Chesterton: Das Paradies der Diebe

## Sonstiges
- 2011: Synchronsprecher für diverse Sounds der neue Attraktion „Maus au Chocolat“ im Phantasialand
- 2012: Aufnahme von Sagen und Dichtung aus Hattingen für die Steinzeitausstellung des Heimatvereins Hattingen-Ruhr im „Bügeleisenhaus“